# Joel Souza
Joel Souza (Fremont, 14 de junio de 1973) es un director de cine estadounidense.

## Carrera profesional
Como escritor y director, Souza debutó en 2010 con la película de aventuras familiar Hannah's Gold, protagonizada por Luke Perry. El thriller Crown Vic, que muestra la vida al volante en un coche patrulla, le trajo más reconocimiento. El estreno de la película tuvo lugar en el Festival de cine de Tribeca, y recibió críticas mixtas por parte de los críticos, quienes notaron similitudes sustanciales entre Crown Vic y la película de 2001 Día de entrenamiento.

### Accidente durante rodaje
En octubre de 2021, resultó herido por una descarga accidental de una pistola de utilería disparada por el actor Alec Baldwin mientras filmaba Rust, incidente en la que resultó muerta la directora de fotografía de la película, Halyna Hutchins.

## Vida personal
Sousa está casado y tiene dos hijos.

## Filmografía
- Hannah's Gold (2010)
- Ghost Squad (2015)
- Christmas Trade (2015)
- Break Night (2017)
- Crown Vic (2019)
- Rust (por confirmar)